# Deoghar
Deoghar – miasto w Indiach, w stanie Jharkhand. W 2011 roku liczyło 201 123 mieszkańców.